# 2012
| 2012                                                         |
| ------------------------------------------------------------ |
| Dødsfald - Fødsler                                           |
| • Begivenheder • Film • Litteratur • Musik • Politik • Sport |

| Gregoriansk kalender | 2012 MMXII              |
| Ab urbe condita      | 2765                    |
| Armensk kalender     | 1461 ԹՎ ՌՆԿԱ            |
| Kinesiske kalender   | 4708 – 4709 辛卯 – 壬辰 |
| Etiopisk kalender    | 2004 – 2005             |
| Jødisk kalender      | 5772 – 5773             |
| Hindukalendere       |                         |
| - Vikram Samvat      | 2067 – 2068             |
| - Shaka Samvat       | 1934 – 1935             |
| - Kali Yuga          | 5113 – 5114             |
| Iransk kalender      | 1390 – 1391             |
| Islamisk kalender    | 1433 – 1434             |

2012 (MMXII) var det 503. skudår siden Kristi Fødsel, og året begyndte på en søndag.
Regerende dronning i Danmark: Margrethe 2. 1972-2024
Se også 2012 (tal) og 2012 (film)

## Begivenheder

### Januar
- 1. januar – Danmark overtager formandskabet i Rådet for EU. Officiel overtagelse 11. januar.
- 11. januar – Berlingske Media beslutter at lukke gratisavisen Urban.
- 13. januar – Krydstogtskibet Costa Concordia havarerer ud for den italienske ø Giglio.
- 14. januar – Hendes Majestæt Dronning Margrethe 2. har regeret Danmark i 40 år.
- 18. januar – Den engelske Wikipedia samt mange andre hjemmesider lukker i et døgn i protest mod SOPA og PIPA.
- 21. januar – Soluna Samay vinder Dansk Melodi Grand Prix med sangen "Should´ve known better".
- 24. januar - Prinsesse Athena, datter af Prinsesse Marie og Prins Joachim bliver født.
- 29. januar – Danmark vinder EM i herrehåndbold.

### Februar
- 1. februar – Mere end 70 mennesker mister livet i optøjer blandt tilskuerne efter en fodboldkamp i Port Said i Egypten.
- 17. februar – Christian Wulff træder tilbage som Tysklands forbundspræsident efter anklager om korruption.
- 18. februar – Folkeafstemningen om russisk som officielt sprog i Letland ender med, at 75% stemte imod at gøre Letland dobbeltsproget.
- 23. februar – Prinsesse Estelle af Sverige bliver født.
- 27. februar – Ved Oscaruddelingen i Hollywood vinder blandt andre filmen The Artist og skuespilleren Meryl Streep en Oscar.

### Marts
- 1. marts - Herman Van Rompuy genvælges som formand for Det Europæiske Råd
- 15. marts – Et norsk Hercules-fly styrter ned på Sveriges højeste bjerg Kebnekaise.
- 19. marts – 3 børn, og én forælder skydes og dræbes på en jødisk skole i Toulouse, Frankrig.
- 22. marts – Terroristen fra Toulouse bliver dræbt under en voldsom skudduel med politiet. Han erkender forinden sin død at have dræbt de 3 skolebørn, en forælder – samt tre soldater i den foregående uge – i alt 7 mennesker.
- 28. marts – Et finsk containerskib kolliderer med jernbanebroen over Limfjorden i Aalborg. Broen pådrager sig så store skader, at togdriften mellem Aalborg og Lindholm indstilles i adskillige måneder, mens broen repareres. Der indsættes i stedet togbusser på strækningen.
- 31. marts – Danmarks første OPP (offentligt-privat partnerskab) projekterede statsvej, Sønderborgmotorvejen, åbner et år før planlagt.

### April
- 15. april – 100 år siden Titanic sank i Nordatlanten.
- 16. april – Arnold Mærsk Mc-Kinney Møller dør i en alder af 98 år.
- 16. april – Retssagen mod Anders Behring Breivik indledes ved Tingretten i Oslo. Han står anklaget for 77 drab på henholdsvis Utøya og i regeringskvarteret i Oslo.

### Maj
- 3. maj – Cimber Sterling indgiver konkursbegæring.
- 5. maj – Cykelløbet Giro d'Italia begynder i Herning.
- 6. maj – Jan Trøjborg, borgmester i Horsens Kommune, dør 56 år gammel efter at have fået et hjertetilfælde under et motionsløb afholdt i forbindelse med Giro d'Italia
- 6. maj - François Hollande bliver valgt som Frankrigs 24. præsident
- 15. maj - Frankrigs præsident Nicolas Sarkozy, bliver afløst af François Hollande som vandt  Præsidentvalget i Frankrig 2012.
- 20. maj – I Møgeltønder Kirke bliver Prinsesse Athena, datter af Prins Joachim og Prinsesse Marie, døbt.
- 22. maj – I Slottskyrkan i Stockholm blev prinsesse Estelle, datter af kronprinsesse Victoria og prins Daniel, døbt.
- 27. maj -Mads Mikkelsen vinder prisen for bedste mandlige skuespiller i filmen Jagten ved Filmfestivalen i Cannes.

### Juni
- 1. juni - Herman Van Rompuys anden - og sidste - periode som formand for Det Europæiske Råd starter.
- 2. juni – Egyptens tidligere præsident Hosni Mubarak bliver idømt livsvarigt fængsel bl.a. for at have givet ordre til nedkæmpning af demonstranter under Revolutionen i Egypten.
- 3. juni Et passagerfly styrter ned i en bygning i Lagos, Nigeria, og dræber alle 153 ombord.
- 6. juni kan en fuld Venuspassage iagttages fra Hawaii, Australien, Stillehavet og Østasien. Begyndelsen af passagen kan ses fra Nordamerika.
- 7. juni udgraver Nationalmuseet og Museerne i Vordingborg en møntskat med cirka 700 sølvmønter fra 1400- og 1500-tallet
- 8. juni - Europamesterskabet i fodbold i Polen og Ukraine starter
- 14. juni – Kinas præsident Hu Jintao er på det første officielle statsbesøg i Danmark af et kinesisk statsoverhoved
- 15. juni - træder loven om homovielser i kraft. Stig Elling og Steen Andersen bliver som de første gift i Frederiksberg Kirke

### Juli
- 1. juli – Finalen om europamesterskabet i fodbold spilles i Kyiv.
- 1. juli – Spanien vinder 4-0 mod Italien til Europamesterskabet i fodbold 2012 og har dermed vundet tre mesterskaber i streg (EM 2008, VM 2010 og EM 2012), som også sætter verdensrekord.
- 4. juli – CERN meddeler, at de har påvist eksistensen af en partikel med egenskaber konsistente med Higgs-partiklen på baggrund af eksperimenter i deres Large Hadron Collider.
- 11. juli – Et nyt kapitel skrives i IC4-sagen, da IC4 indsættes mellem Aarhus og Esbjerg og kører med passagerer for første gang siden november 2011, hvor driften indstilledes som følge af bremseproblemer.
- 17. juli – Røde Kors erklærer borgerkrig i Syrien og udløser dermed anvendelsen af Humanitær folkeret.
- 15. juli – Tidligere rigsantikvar og direktør for Nationalmuseet Olaf Olsen står frem og fortæller, at han som ung kommunist overgav personoplysninger til Sovjetunionen.
- 31. juli – Håndboldklubben AG København indgiver konkursbegæring til Sø- og Handelsretten.

### August
- 6. august – NASA's robot Curiosity lander på Mars.
- 7. august – Pia Kjærsgaard meddeler, at hun vil gå af som partiformand ved Dansk Folkepartis årsmøde i september
- 21. august - Counter Strike: Global Offensive udkommer til Microsoft Windows og OS X på Steam
- 25. august - Rumfartøjet Voyager 1 når som det første menneskeskabte objekt det interstellare rum uden for solsystemet

### September
- 7. september – SF's formand Villy Søvndal, offentliggør at han inden længe træder tilbage som formand for partiet. Han fortsætter dog som udenrigsminister i S-SF-R Regeringen.
- 11. september – USA's ambassadør i Libyen dræbes. En libysk oprørsgruppe tager ansvar for drabet, som markering på Terrorangrebet den 11. september 2001.
  - Samtidig med dette, er der udbrudt massedemonstrationer i en lang række muslimske lande (herunder Libyen), pga. den amerikanske amatørfilm Innocence of Muslims. Tankerne ledes hen på en ny Muhammedkrise.
- 22. september – Massedemonstrationerne i Nordafrika og andre arabiske lande ophører.

### Oktober
- 1. oktober – i Danmark træder en ny lukkelov i kraft, og butikker kan nu som hovedregel holde åbent alle ugens dage året rundt
- 11. oktober - FN's Internationale Pigedag indføres
- 14. oktober - Montenegro afholder parlamentsvalg
- 16. oktober - Netflix introduceres på det danske marked
- 21. oktober - Den sidste dobbeltdækkerbus i Københavns kollektive trafik kører på linje 250S, og ankommer til Buddinge Station lige efter midnat
- 24. oktober - 30. oktober - Orkanen Sandy hærger over Bahamas, Caribien, USA og Canada. Orkanen koster mindst 209 mennesker livet.

### November
- 6. november er der præsidentvalg i USA. Præsident Barack Obama besejrer hans modstander, den republikanske Mitt Romney og genvælges for de kommende 4 år
- 12. november - IC2, IC4-togets lillesøster, indsættes mellem Kolding og Vejle og kører med passagerer for første gang
- 15. november - Den 18. centralkomité vælger Xi Jinping til generalsekretær for Kinas kommunistparti og som formand for Den Centrale Militærkommission og derved som den reelle leder af Kina

### December
- 14. december - Den 20-årige Adam Peter Lanza begår et skoleskyderi på Sandy Hook Elementary School i den amerikanske by Newtown, Connecticut. 20 børn mellem 6 og 7 år, samt 6 voksne mister livet. Lanza retter efterfølgende et våben mod sig selv og begår selvmord.
- 21. december 2012 er afslutningen på en æra i Mayaernes kalender. Det er uvist hvad Mayaerne, et præcolumbiansk mesoamerikansk folkeslag, selv mente dette symboliserede, men visse nutidige mystikere mente at dette signalerede Jordens undergang.

## Født
- 24. januar – Komtesse Athena, dansk komtesse
- 23. februar – Prinsesse Estelle af Sverige, svensk prinsesse.

## Nobelprisen
- Fysik: Serge Haroche og David J. Wineland
- Kemi: Robert Lefkowitz og Brian Kobilka
- Fysiologi eller medicin: John B. Gurdon og Shinya Yamanaka
- Litteratur: Mo Yan
- Fred: Den Europæiske Union
- Økonomi: Alvin E. Roth og Lloyd Shapley

## Sport
- 15. januar: EM i herrehåndbold i Serbien begynder.
- 24. januar: Dansk Boldspil Union opretter Danmarks futsallandshold
- 16. maj – Landstræner Morten Olsen udtager 23 spillere, der skal repræsentere Danmarks fodboldlandshold ved EM 2012.
- 23. maj – FC Nordsjælland vinder sit første danske mesterskab i fodbold
- 29. maj – Ulrik Wilbek udtog Herrehåndboldlandsholdet til Sommer-OL 2012 i London.
- 31. maj – Lars Christiansen meddelte han at han stoppede karriere, som håndboldspiller, med øjeblikkelig virkning.
- 8. juni: Europamesterskaberne i fodbold starter i Warszawa, Polen.
- 7. juli – Den danske tennisspiller Frederik Løchte Nielsen vinder Wimbledon Championships 2012 i double med sin makker Jonathan Marray
- 22. juli – Cykelrytteren Bradley Wiggins bliver den første brite til at vinde Tour de France.
- 27. juli: De Olympiske lege i London åbnes
- 29. august - De 14. paralympiske lege indledes i London med en åbningsceremoni
- 4. december: EM i kvindehåndbold i Serbien begynder

## Musik

### Koncerter og arrangementer

#### Januar
- 19. januar: Gym Class Heroes i Amager Bio, København.
- 21. januar: Dansk Melodi Grand Prix 2012 i Gigantium, Aalborg.
- 25. januar: The Walkabouts i Vega, København.
- 30. januar: Lauryn Hill i Falconer Salen, København.

#### Februar
- 9. februar: André Rieu i Stadium Arena Fyn, Odense.
- 9. februar: Musikantenstadl i Forum Horsens.
- 10. februar: André Rieu i Forum København.
- 11. februar: Semino Rossi i Forum Horsens.
- 20. februar: Simple Minds i Vega, København.
- 21. februar: Rammstein i Forum København.
- 22. februar: Rammstein i MCH Multiarena, Herning.
- 22. februar: Jedi Mind Tricks + OuterSpace i Studenterhuset i Aalborg.
- 25. februar: Zdob şi Zdub i Global Copenhagen.
- 28. februar: Wilco i Falkoner Salen, København.
- 29. februar: Talib Kweli i Amager Bio, København.

#### Marts
- 4. marts: Jill Johnson i Malmø Koncerthus, Malmø.
- 6. marts: James Morrison i Vega, København.
- 8. marts: Hansi Hinterseer i Forum København.
- 9. marts: Hansi Hinterseer i Gigantium, Aalborg.
- 10. marts: Hansi Hinterseer i Forum Horsens.
- 14. marts: Eliane Elias i Jazzhus Montmartre, København.
- 16. marts: Tower of Power i Amager Bio, København.
- 22. marts: Jason DeRulo i Vega, København.
- 23. marts: D-A-D i Forum Horsens.
- 25. marts: Il Divo i Forum København.

#### April
- 1. april: Lill Lindfors & Sven-Bertil Taube i Malmø Koncerthus, Malmø.
- 1. april: Pete Doherty i Amager Bio, København.
- 1. april: Justin Bieber i Jyske bank boxen, Herning.
- 14. april: Malena Ernman i Malmø Koncerthus, Malmø.
- 15. april: Manic Street Preachers i Amager Bio, København.
- 18. april: The Dubliners i Tivolis Koncertsal, København.
- 20. april: Johnny Logan på Damhuskroen, København.
- 22. april: Manfred Mann's Earth Band i Amager Bio, København.
- 27. april: Laleh i Malmø Koncerthus, Malmø.

#### Maj
- 12. maj: New Kids on the Block og Backstreet Boys (NKOTBSB) i MCH Multiarena, Herning.
- 13. maj: New Kids on the Block og Backstreet Boys (NKOTBSB) i Malmö Arena, Malmø
- 26. maj – Loreen vinder årets udgave af Eurovision Song Contest med sangen "Euphoria" for Sverige. Konkurrencen blev dette år afholdt i Baku, Aserbajdsjan.

#### Juni
- 6. juni: Metallica i Fængslet i Horsens.
- 14. juni: Andrea Bocelli i MCH Multiarena, Herning.
- 16. juni: Andrea Bocelli i Malmö Arena, Malmø.
- 21. juni: Sting i Fruens Bøge, Odense.
- 28. juni: Katie Melua i Kulturcenter Limfjord, Skive.
- 28. juni: Tom Jones i Den Fynske Landsby, Odense.
- 29. juni: Twin Shadow i Bremen Teater, København.
- 30. juni: Katie Melua i Den Fynske Landsby, Odense.

#### Juli
- 2. juli: Madonna i Parken, København.
- 3. juli: Chris Cornell i Det Kongelige Teater, København.
- 4. juli: Elton John i Augustenborg Slotspark.
- 10. juli: Pearl Jam i Forum København.
- 20. juli: Paul Simon i Jyske Bank Boxen, Herning.
- 24. juli: ZZ Top og Thin Lizzy ved Brøndby Stadion, Brøndby.
- 27. juli: Marillion i Amager Bio, København.

#### August
- 9. august: Lee Ritenour i Amager Bio, København.
- 16. august: Smokie på Justesens Plæne, Randers.
- 22. august: Major Lazer i Vega, København.
- 26. august: Leonard Cohen i Mølleparken, Aalborg.
- 28. august: Coldplay i Parken, København.

#### September
- 2. september: Lady Gaga i Parken, København.
- 26. september: Walter Trout Band i Sønderborghus, Sønderborg.
- 28. september: Walter Trout Band i Amager Bio, København.
- 29. september: Johnny Logan i Tinghallen, Viborg.

#### Oktober
- 1. oktober: Anathema i Vega, København.
- 14. oktober: DragonForce i Amager Bio, København.
- 19. oktober: Chris Isaak i Det Kongelige Teater, København.
- 20. oktober: Bruce Guthro i Portalen, Greve Strand.

#### November
- 3. november: Smokie i Tinghallen, Viborg.
- 9. november: Helene Fischer i Stadium Arena Fyn, Odense.
- 10. november: Helene Fischer i Gigantium, Aalborg.
- 22. november: Johnny Logan i Sønderborghus, Sønderborg.
- 24. november: Johnny Logan i Slagelse Musikhus, Slagelse.
- 24. november: Status Quo i Tinghallen, Viborg.
- 27. november: Opeth i Vega, København.

#### December
- 8. december: Johnny Logan i Portalen, Greve Strand
- 21. december - Gangnam Style rundede som den første video på YouTube 1 milliard visninger i alt